# Microrégion de Maceió
La microrégion de Maceió est l'une des six microrégions qui subdivisent l'est de l'État de l'Alagoas au Brésil.
Elle comporte 3 municipalités.

## Municipalités[1]
- Barra de Santo Antônio
- Barra de São Miguel
- Coqueiro Seco
- Maceió
- Marechal Deodoro
- Paripueira
- Pilar
- Rio Largo
- Santa Luzia do Norte
- Satuba